# Ole-Johan Dahl
Ole-Johan Dahl (n. 12 octombrie 1931, Mandal, Norvegia — 29 iunie 2002) a fost un informatician norvegian, considerat a fi unul din părinții programării orientate obiect, ca fiind coautor, împreună cu Kristen Nygaard, al limbajelor de programare Simula, limbaje care au folosit pentru prima oară noțiunile clase, subclase, moștenire și creare dinamică de obiecte. Pentru această realizare, cei doi au primit Premiul Turing în 2001.
1. ↑  Aftenposten
2. ↑  LIBRIS, 26 septembrie 2012, accesat în 24 august 2018